# Sierpienica
Sierpienica – rzeka w Polsce, lewy dopływ Skrwy o długości 52,43 km.
Rzeka przepływa przez Sierpc. Jej źródła znajdują się w okolicach Bielska. Uchodzi do Skrwy na 62,6 km jej biegu. Ciekami źródłowymi są Sierpienica Prawa i Lewa, przy czym za ciek główny przyjęto uznawać Sierpienicę Lewą. Płynie szeroką, miejscami zatorfioną doliną, a otaczająca ją wysoczyzna zbudowana jest z piasków i glin. W początkowym odcinku Sierpienica płynie przez tereny zabudowane. W środkowej części zlewni występuje gęsta sieć strug i rowów. Na tym odcinku płynie przez tereny rolne, głównie łąki. Odwadnia obszar o powierzchni 395,8 km².